# Santiago Hidalgo
Pour les articles homonymes, voir Hidalgo.
Santiago Hidalgo, né le 17 février 2005 à Santiago del Estero, est un footballeur argentin qui joue au poste d'avant-centre au Toulouse FC.

## Biographie

### Carrière en club
Né à Santiago del Estero en Argentine, Santiago Hidalgo est formé par l'Independiente, où il commence sa carrière professionnelle en championnat d'Argentine,.
Il joue son premier match avec l'équipe première du club le 16 juillet 2022, lors d'un match sans but contre Rosario Central.

### Carrière en sélection
Début 2025, Santiago Hidalgo est convoqué avec l'équipe d'Argentine des moins de 20 ans pour participer au Championnat d'Amérique du Sud des moins de 20 ans qui a lieu en janvier et février 2025,. L'Argentine termine à la deuxième place de la compétition, derrière un Brésil qu'elle avait pourtant humilié 6-0 en ouverture,, l'Argentine restant en tête du championnat jusqu'à la dernière journée, où elle s'incline 3-2 contre le Paraguay de Luca Kmet et Diego León, leur première défaite de la compétition,,.

## Palmarès
Argentine -20 ans
- Championnat d'Amérique du Sud
  - Vice-champion en 2025